# Ulbe Zwaga
Ulbe Zwaga (Langweer, 23 juni 1907 - aldaar, 23 juli 1985) was een skûtsjeschipper en beroepsschipper. Hij heeft elf kampioenschappen behaald en is daardoor de meest succesvolle skûtsjeschipper aller tijden. 

## Biografie
Ulbe Zwaga was vrachtvaarder. Hij vervoerde onder meer turf, mest, stratendrek (stront), terpaarde en groente. Ook woonde hij (net als de meeste vrachtschippers in die periode) met zijn gezin in de krappe woonruimte op het scheepje. Hij zeilde met het skûtsje De Twee Gebroeders, dat in 1914 was gebouwd door scheepswerf Wildschut in Gaastmeer in opdracht van zijn vader Rienk Ulbeszoon Zwaga. 
Ulbe heeft vanaf de oprichting van de Sintrale Kommisje Skûtsjesilen (SKS) deelgenomen aan het skûtsjesilen. Hij behaalde zijn eerste kampioenschap in 1946. In 1947 deed hij niet mee omdat zijn broer, die deel uitmaakte van zijn bemanning, toen net was overleden. Maar in de jaren 1948-1950 behaalde hij drie jaren aaneen de kampioenstitel. 
Door de economische verslechtering van de zeilende vrachtvaart  was hij in 1952 genoodzaakt om zijn skûtsje te verkopen en een motorscheepje aan te schaffen.  Daardoor kon hij een aantal jaren niet deelnemen aan het skûtsjesilen, totdat hij in 1957 werd gevraagd om schipper te worden van het skûtsje van Grouw. In die periode kochten steeds meer dorpen een eigen skûtsje om deel te nemen aan de wedstrijden. 
In de jaren 1958-1962 werd hij vijf jaar aaneen kampioen en in 1967 wist hij nogmaals een kampioenstitel in de wacht te slepen. In de tussenliggende jaren zat hij steevast bij de eerste drie. 
Ulbe Zwaga werd in 1969 gevraagd als schipper voor een recreatiecentrum bij Langweer. Dat heeft hij drie jaar gedaan, waarna hij terug kwam bij Grouw en meteen in zijn eerste jaar alweer kampioen werd. Hij is in 1976 gestopt als schipper. Hij staat op de eerste plaats in het Vleugelklassement  (rangschikking aller tijden) met een recordaantal van 79 dagoverwinningen en 11 kampioenschappen.
Zwaga overleed op 23 juli 1985 in zijn geboorteplaats Langweer waar hij op 27 juli werd begraven.